# Windows Phone Store
Ne doit pas être confondu avec Microsoft Store ou Microsoft Store (programme).
Windows Phone Store était un magasin d'applications pour le système d'exploitation mobile Windows Phone de Microsoft existant depuis le 21 octobre 2010.

## Histoire
- 21 octobre 2010 : lancement

Logo du Windows Phone Marketplace.

- 17 mars 2016 : Fermeture définitive (Lancement de Windows 10 Mobile)

| Date          | Nombre d'applications          |
| ------------- | ------------------------------ |
| octobre 2010  | 1 000                          |
| décembre 2010 | 4 200                          |
| janvier 2011  | 6 200                          |
| avril 2011    | 11 731                         |
| novembre 2011 | 40 000                         |
| février 2012  | 65 000                         |
| juin 2012     | 100 000                        |
| octobre 2012  | 125 000                        |
| mai 2013      | 145 000                        |
| juin 2013     | 160 000                        |
| décembre 2013 | 200 000                        |
| juin 2014     | 255 000                        |
| novembre 2014 | 340 000                        |
| janvier 2015  | 400 000                        |
| mars 2016     | Fusion avec le Microsoft Store |

## Jeux et applications

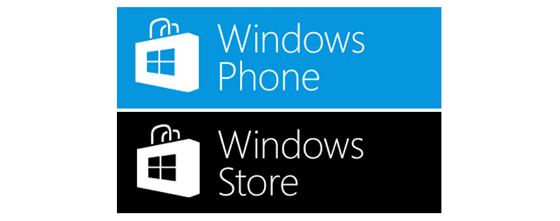
Windows Phone Store.

L'utilisateur peut télécharger des jeux et des applications sur le Marketplace. De plus, le téléphone est particulièrement bien adapté pour les utilisateurs de Xbox Live car un module spécifique est embarqué.
Les applications tierces également peuvent être mises à jour automatiquement à partir du Windows Phone Store.

## Restrictions de distribution et de contenu
Afin de voir ses applications sur le Store, la demande doit être présentée à Microsoft pour approbation. Microsoft a défini le contenu qu'il ne permettra pas dans les applications, ceci inclut le contenu jugé « sexuellement suggestif ».
La violence et toutes les scènes de nudité seront censurées. Tout ce qui peut avoir un rapport avec la prostitution, les fétiches sexuels, ou plus généralement tout ce qu'une personne raisonnable pourrait considérer comme adulte ou à la limite du contenu pour adultes seront interdits.

## Windows Phone 7 SDK

APP HUB, site web pour les développeurs Windows Phone 7

Windows Phone a un développement d'applications basé sur Silverlight, XNA, et le .NET Compact Framework. Les principaux outils utilisés pour le développement sont Microsoft Visual Studio 2010 et Expression Blend.
Les développeurs peuvent prétendre à une rémunération de 70 % du chiffre d'affaires généré par leurs applications ou bien y intégrer des publicités, les étudiants peuvent soumettre leurs applications gratuitement grâce au programme Microsoft Imagine.
Un site web a été créé pour pouvoir proposer ses applications à la certification, le App Hub.

### Mise à jour 2.7
La mise à jour XHub prévue pour Xbox 360 est sortie.

### Mise à jour Mango
Un SDK, version 7.1 est disponible pour créer des applications compatibles avec la version Mango,.